# Herb Cybinki
Herb Cybinki – jeden z symboli miasta Cybinka i gminy Cybinka w postaci herbu.

## Wygląd i symbolika
Herb przedstawia w polu zielonym krzyż maltański srebrny nad takąż rzeką.
Krzyż maltański to symbol zakonu joannitów z Łagowa, do których niegdyś należała Cybinka, zielone pole oznacza dużą lesistość okolicy, srebrna rzeka to Odra.

## Historia

Herb Cybinki w latach 1991–2013

Herb używany przez Cybinkę w latach 1991–2012 przedstawiał tarczę herbową dwudzielną w słup, pole heraldycznie lewe dwudzielne w pas. W polu prawym o barwie czerwonej przedstawia połowę białego orła piastowskiego z czerwonym cieniowaniem na skrzydłach. W górnym polu lewej połowy tarczy na tle ukośnych biało-czerwonych pasów widniał w czerwonej tarczy sercowej biały krzyż maltański. W dolnym, białym polu przedstawiono schematycznie narysowane trzy zielone świerki. Ustanowiono go w 1991 roku. Herb ten zawierał kilka błędów heraldycznych. Późniejszy wzór herbu, po uzyskaniu pozytywnej opinii Komisji Heraldycznej, ustanowiono Uchwałą Nr XXVII/169/12 Rady Miejskiej w Cybince z dnia 28 grudnia 2012 r. Herb zaprojektował Instytut Heraldyczno-Weksylologiczny Alfreda Znamierowskiego. W herbie tym orzeł piastowski miał nawiązywać do przynależności okolicznych ziem do państwa pierwszych Piastów. Symbolika drzew i krzyża była taka sama jak w herbie z 2012 roku. 